# Diopsiulus pencillatus
Diopsiulus pencillatus är en mångfotingart som beskrevs av Cook 1895. Diopsiulus pencillatus ingår i släktet Diopsiulus och familjen Stemmiulidae. Inga underarter finns listade i Catalogue of Life.